# Кечил-оол, Экер-оол Дулушович
Экер-оол Дулушович Кечил-оол (1 декабря 1934 — 9 марта 2000) — поэт, прозаик, переводчик, член Союза журналистов СССР, Союза писателей Республики Тыва.

## Биография
Родился 1 декабря 1934 года в местечке Ак-Кожагар Улуг-Хемского хошуна Тувинской Народной Республики. Окончил Кызылское педагогическое училище в 1956 году, филологический факультет КГПИ в 1965 году. Работал учителем в сельских школах республики, корреспондентом, ответственным секретарем газеты «Тываныӊ аныяктары», литсотрудником, заведующим отделом газеты «Шын», редактором Тувинского книжного издательства, сотрудником прессы комитета землеустройства.

## Творчество
Литературную деятельность начал с 1953 года. В газете «Сылдысчыгаш» напечатано первое стихотворение «Аӊчы хартыга» («Хартыга — охотник»).
Собрание сочинений вышло в 2004 году.
Стихи Э. Кечил-оола отличаются мягкостью тонов, красок, интонаций, для них характерны звонкая рифма и богатая звуковая организация стиха, поэтому они понятны и интересны самым маленьким читателям и слушателям. Поэзия Кечил-оола посвящена жизни детей и вопросам морали. Поэт многое сделал для развития детской национальной поэзии. Его яркое самобытное дарование осветило детскую литературу искрами слова и образа.
Для творчества Э. Кечил-оола характерна ясность образов, простота и выразительность языка, разнообразие познавательного материала.
Положенные на музыку местными композиторами, многие стихи поэта стали популярными среди детей песнями.

## Основные публикации

### Книги поэзии
1. Чечектерим: Уругларга шүлүктер. — Кызыл: ТывНҮЧ, 1967. — 84 ар.
Цветы мои: Стихи для детей.
2. Дээрде капуста: Уругларга шүлүктер. — Кызыл: ТывНҮЧ, 1970. — 36 ар.
Капуста в небесах: Стихи для детей.
3. Хөглүг чай: Уругларга шүлүктер. — Кызыл: ТывНҮЧ,1975. −36 ар.
Веселая лето: Стихи для детей.
4. Мээӊ олчам: Уругларга шүлүктер. — Кызыл: ТывНҮЧ, 1981. — 52 ар.
Моя находка: Стихи для детей.
5. Экии, хүнүм: Уругларга шүлүктер. — Кызыл: ТывНҮЧ, 1983. — 84 ар.
Здравствуй, солнце: Стихи для детей.
6. Чечектерим: Уругларга шүлүктер. — Кызыл: ТывНҮЧ, 1993. — 63 ар.
Цветы мои: Стихи для детей.
7. Экии, хунум!: шүлүктер, чечен чугаалар.- Кызыл: ТывНҮЧ, 2004. — 263 ар.
Здравствуй, солнце!: Стихи, рассказы.

### Книги прозы
1. Чарыш аъды мунганым: Уругларга чечен чугаалар. — Кызыл: ТывНҮЧ, 1973. — 47 ар.
Мальчик на скачках: Рассказы для детей.
2. Девидээн ада: Чечен чугаалар.- Кызыл: ТывНҮЧ, 1998. — 88 ар.
Взволнованный отец: Рассказы.
На русском языке:
1. Летающая загадка: Стихи / пер. С. Козловой. — Кызыл: Тув.кн. изд — во, 1977. — 34 с.

## Переводы
1. Гарин-Михайловский, Н. Корей тоолдар / Н. Гарин-Михайловский; очул. Э. Кечил- оол; ред. Ч. Ян — оол. — Кызыл: ТывНУЧ, 1955. — 30 ар.
Корейские сказки
2. Богданов, Н. Ильичиниӊ хүлүмзүрүү/ Н. Богданов; очул. Э. Кечил-оол; ред. Э. Кужугет. — Кызыл: ТывНУЧ, 1968. — 16 ар.
Улыбка Ильича.
3. Маршак, С. Челээш: Шүлүктер/ С. Маршак; очул. Э. Кечил — оол, М. Доржу; ред. А. Даржаа. — Кызыл: ТывНҮЧ, 1973. — 32 ар.
Радуга: Стихи.
4. Барто, А. Харлыг кыжын чечектээр дээш: Шүлүктер / А. Барто; очул. Э. Кечил — оол, А. Даржай; ред. А. Даржаа. — Кызыл: ТывНҮЧ, 1975. — 84 ар.
За цветами в зимний лес: Стихи.
5. Жимбиев, Ц. Оттуг — чылан чылы: Роман/ Ц. Жимбиев; очул. Э. Кечил — оол; ред. О. Байыр-оол. — Кызыл: ТывНҮЧ, 1979. — 208 ар.
Год огненной змеи: Роман.
6. Есенин, С. Авамга чагаа: Шүлүктер, шүлүглелдер/ С. Есенин; очул. Ю. Кюнзегеш, В. Серен — оол, М. Доржу, Э. Кечил — оол б. о.о.; ред. А. Даржай. — Кызыл: ТывНҮЧ, 1980. — 172 ар.
Письмо матери: Стихи, поэмы.
7. Баруздин, С. Баштайгы базым: Шүлүктер / С. Баруздин; очул. Э. Кечил-оол; ред. А. Даржай. — Кызыл: ТывНҮЧ, 1981. — 44 ар.
Первый шаг: Стихи.
8. Батурина, Л. Кандыг кижи сен?: Чечен чугаалар / Л. Батурина; очул. А. Ховалыг, Э. Кечил-оол. — Кызыл: ТывНҮЧ, 1993. — 32 ар.